# Bílý nacionalismus

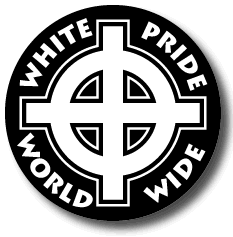
Symbol bílých nacionalistů - keltský kříž lemovaný heslem "bílá hrdost na celém světě".

Bílý nacionalismus (anglicky White Nationalism) je ultrapravicová politická ideologie, která obhajuje rasovou definici identity europoidních národů. Bývá někdy dělena na bílý separatismus a bílý supremacismus. První jmenovaný usiluje o samostatné národní státy lidí europoidní rasy, zatímco druhý do ideologie integruje myšlenky sociálního darwinismu a německého nacionálního socialismu. 
Za největší bílou nacionalistickou organizací ve Spojených státech amerických je považována Council of Conservative Citizens (Rada konzervativních občanů), nástupce White Citizens Councils (Bílých amerických rad), které vznikaly v padesátých a šedesátých letech opozice proti desegregaci. Organizace byla založene v roce 1985 v St. Louis a jsou s ní spojována jména jako Jared Taylor nebo David Duke.
Na konci roku 2010 na sebe Rada konzervativních občanů upozornila, když vyzývala k bojkotu fantasy filmu Thor, jehož tvůrci do role "bílého boha" Heimdalla obsadili černého herce Idrise Elbu. 
Významnou tiskovinou bílých nacionalistů je American Renaissance, vydávaná stejnojmenným think-tankem[zdroj?], v jehož čele stojí Jared Taylor. Na stránkách tohoto časopisu se dostává prostoru i zastáncům eugeniky a protičernošského rasismu. Kromě toho American Renaissance pořádá konference, na nichž vystupují i hosté z řad Ku-Klux-Klanu, amerických neonacistů a bílých supremacistů.
Podle jednoho ze zastánců bílého nacionalismu v USA Davida Dukea je princip bílého nacionalismu takový: "Nepovažuji se za rasistu, nemám nic proti jiným národům a rasám, ale určitě chci zachovat svou vlastní. A myslím, že to platí pro všechny lidi. Co se týče Ameriky a evropského světa, chci žít ve státě, který odráží mé tradice a hodnoty a nechci, aby se moji lidé stali menšinou v republice, kterou postavili naši praotcové. Každý kmen, národ nebo rasa, jejímž cílem je zachovat svou kulturu, skupinové zájmy a suverenitu, musí zachovat svůj převládající stav v zeměpisné oblasti, kterou obývá."[zdroj?]
Jednou z nejznámějších a nejstarších organizaci v USA, která prosazuje bílý nacionalismus, je Ku-klux-klan.[zdroj?]
Na rozdíl od fašistů, bílí nacionalisté nezdůrazňují vůdcovský princip.[zdroj?]

## Aktivní organizace
Seznam organizací.
- American Renaissance
- American Third Position Party
- Bay Area National Anarchists
- Council of Conservative Citizens
- Folk and Faith
- National Policy Institute
- Racial Nationalist Party of America
- Temple 88